# أخطر رجل في العالم (فلم)
أخطر رجل في العالم فيلم مصري من إنتاج عام 1967، بطولة فؤاد المهندس وشويكار، إخراج نيازي مصطفى.

## قصة الفيلم
تدور أحداث الفيلم حول مستر إكس رئيس عصابة دولية للتهريب بشيكاغو ويصل للقاهرة لمزاولة نشاطه فيعلم بأمره رجال الشرطة ويبدأون في مراقبته وتستغل الشرطة الشبه الكبير بين إكس وموظف المطار زكي فيستغلونه في مهمتهم، وتتوالى الأحداث.

## بطولة
- فؤاد المهندس
- شويكار
- سهير البابلي
- عادل أدهم
- محمود عزمي
- سمير صبري
- كنعان وصفي
- سعاد حسين
- حسن مصطفى
- رشاد حامد
- نوال فهمي
- إبراهيم سعفان
- ليندا بدوي
- نصر سيف
- جلال المصري
- سامية محسن
- عبد الله نجيب

## فريق العمل
- إخراج: نيازي مصطفى
- قصة: أنور عبد الله
- سيناريو: عبد الحي أديب، نيازي مصطفى
- حوار: بهجت قمر
- إنتاج: الشركة العامة للإنتاج السينمائي العربي (فيلمنتاج)
- توزيع: الشركة العامة لتوزيع وعرض الأفلام السينمائية
- مونتاج: عبد العزيز فخري
- مدير التصوير: كمال كريم

## وصلات خارجية
- أخطر رجل فى العالم على موقع IMDb (الإنجليزية)
- أخطر رجل فى العالم على موقع قاعدة بيانات الأفلام العربية
- أخطر رجل فى العالم على موقع قاعدة بيانات الفيلم (الإنجليزية)
- أخطر رجل فى العالم على موقع ليتربوكسد (الإنجليزية)
- أخطر رجل فى العالم على موقع كينوبويسك (الروسية)